# Santa Eufémia (Pinhel)

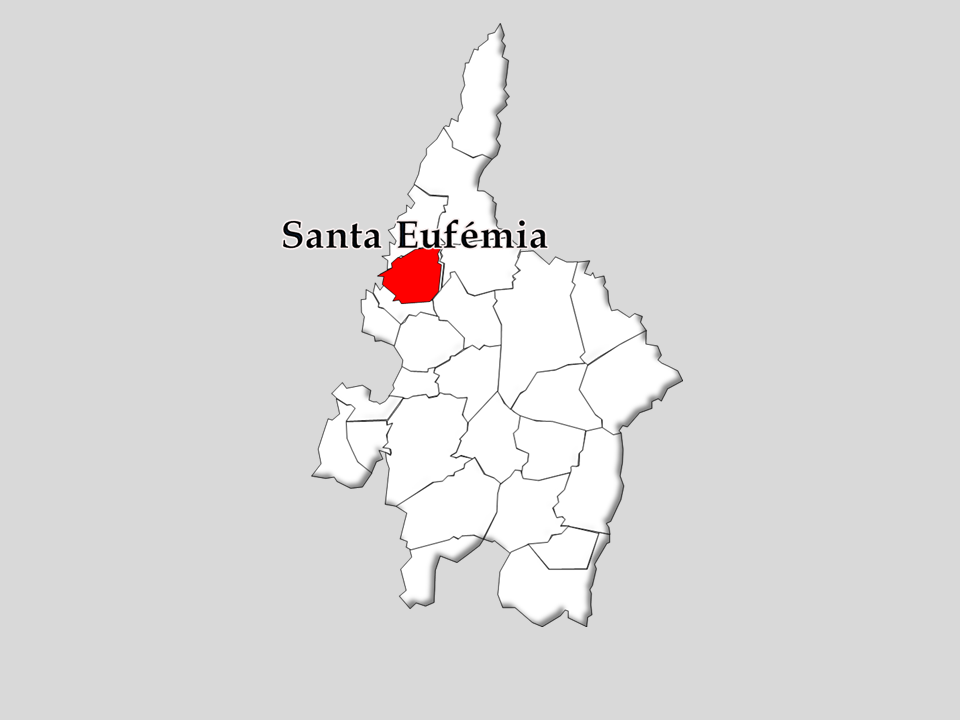
Localização no município de Pinhel

Santa Eufémia é uma povoação portuguesa do município de Pinhel que foi sede da extinta freguesia de Santa Eufémia, que tinha 11,85 km² de área e 172 habitantes em 2011 (densidade: 14,5 hab./km²).
A freguesia de Santa Eufémia foi extinta, devido à reorganização administrativa autárquica, tendo o seu território sido agregado ao das Freguesias de Sorval e de Póvoa de El-Rei, para formarem a freguesia de Vale do Massueime.
Está situada a 12 km da sede do município e a 3 km da ribeira do Massueime.
A fauna e flora desta povoação constituem uma das suas maiores riquezas.
Os habitantes de Santa Eufémia têm uma curiosa devoção por Nossa Senhora das Fontes — culto muito raro em Portugal. Em meados do século XVIII foi-lhe dedicada uma capela, erguida entre massas graníticas, que dão à região um ar agreste.
Francisco Hipólito Raposo, no livro “Beira Alta”, dá-nos a conhecer a história do Santuário, conduzindo-nos a uma visita agradável visita a Santa Eufémia.
As famosas festas em honra de Santa Eufémia realizam-se no fim-de-semana antes do dia 15 de Setembro. No primeiro fim-de-semana do mesmo mês, realiza-se uma romaria a Nossa Senhora das Fontes no Santuário com o mesmo nome, a 2 km de distância da povoação.
A Ermida Senhora das Fontes é um dos locais mais emblemáticos do concelho de Pinhel.
no verão, a aldeia duplica o número de habitantes com a chegada dos emigrantes, que dão uma notória contribuição à vivacidade da aldeia.
Nas tardes de verão, são muitos os que se deslocam até à Ermida da Senhora das Fontes aproveitando a acolhedora e magnífica paisagem que a Natureza oferece. Fazem-se piqueniques à sombra de árvores milenares, prova-se a água fresca e saborosa da fonte ali situada.
Reza a lenda que quem por ali passar e provar daquela água, casará em Santa Eufémia.

## População
| Totais e grupos etários | Totais e grupos etários | Totais e grupos etários | Totais e grupos etários | Totais e grupos etários | Totais e grupos etários | Totais e grupos etários | Totais e grupos etários | Totais e grupos etários | Totais e grupos etários | Totais e grupos etários | Totais e grupos etários | Totais e grupos etários | Totais e grupos etários | Totais e grupos etários | Totais e grupos etários |
| ----------------------- | ----------------------- | ----------------------- | ----------------------- | ----------------------- | ----------------------- | ----------------------- | ----------------------- | ----------------------- | ----------------------- | ----------------------- | ----------------------- | ----------------------- | ----------------------- | ----------------------- | ----------------------- |
|                         | 1864                    | 1878                    | 1890                    | 1900                    | 1911                    | 1920                    | 1930                    | 1940                    | 1950                    | 1960                    | 1970                    | 1981                    | 1991                    | 2001                    | 2011                    |
|                         | 497                     | 506                     | 548                     | 510                     | 497                     | 502                     | 515                     | 562                     | 641                     | 638                     | 410                     | 363                     | 260                     | 194                     | 172                     |
| i)                      |                         |                         |                         |                         |                         |                         |                         |                         |                         |                         |                         |                         |                         | 20                      | 8                       |
| ii)                     |                         |                         |                         |                         |                         |                         |                         |                         |                         |                         |                         |                         |                         | 15                      | 15                      |
| iii)                    |                         |                         |                         |                         |                         |                         |                         |                         |                         |                         |                         |                         |                         | 80                      | 64                      |
| iv)                     |                         |                         |                         |                         |                         |                         |                         |                         |                         |                         |                         |                         |                         | 79                      | 85                      |

```
i)
 0 aos 14 anos;
 ii)
 15 aos 24 anos; 
iii)
 25 aos 64 anos; 
iv)
 65 e mais anos	
```

## Património
- Ermida Senhora das Fontes
- Igreja Matriz
- Capela da Senhora dos Aflitos
- Capela de Santa Bárbara
- Alminhas em Santa Eufémia
- Casa dos Fidalgos de Santa Eufémia
- Chafariz da Fonte do Concelho
- Fonte do Concelho